# Let the Trap Say Amen
Let the Trap Say Amen è un album in studio collaborativo del rapper statunitense Lecrae e del produttore statunitense Zaytoven, pubblicato nel 2018.

## Tracce
1. Get Back Right – 3:05
2. Preach – 2:55
3. 2 Sides of the Game (featuring K-So & Waka Flocka Flame) – 3:13
4. Plugged In – 3:11
5. Holy Water – 3:26
6. Blue Strips – 4:01
7. Only God Can Judge Me – 2:57
8. Yet – 3:12
9. I Can't Lose (featuring 24hrs) – 3:06
10. Switch (featuring ShySpeaks) – 4:02
11. Can't Block It – 2:58
12. Fly Away (featuring nobigdyl.) – 3:48
13. By Chance (featuring Verse Simmonds) – 3:19